# 熱川徳政
熱川 徳政（あつかわ のりまさ、1995年5月31日 - ）は、静岡県富士市出身のサッカー選手。ポジションは、ディフェンダー（DF）。

## 来歴
中学校時代はACNジュビロ沼津に所属し、藤枝東高校を経て、駒澤大学へ進学した。
2018年より、アスルクラロ沼津へ加入。開幕戦からスタメン出場を果たす。
2020年1月31日、現役引退が発表されたが、東海社会人サッカーリーグ1部の矢崎バレンテで現役復帰。

## 所属クラブ
ユース経歴
- ACNジュビロ沼津
- 静岡県立藤枝東高等学校
- 駒澤大学

プロ経歴
- 2018年 - 2019年  アスルクラロ沼津
- 2020年 -   矢崎バレンテFC

## 個人成績
| 国内大会個人成績 | 国内大会個人成績 | 国内大会個人成績 | 国内大会個人成績 | 国内大会個人成績 | 国内大会個人成績 | 国内大会個人成績 | 国内大会個人成績 | 国内大会個人成績 | 国内大会個人成績 | 国内大会個人成績 | 国内大会個人成績 |
| 年度             | クラブ           | 背番号           | リーグ           | リーグ戦         | リーグ戦         | リーグ杯         | リーグ杯         | オープン杯       | オープン杯       | 期間通算         | 期間通算         |
| 年度             | クラブ           | 背番号           | リーグ           | 出場             | 得点             | 出場             | 得点             | 出場             | 得点             | 出場             | 得点             |
| 日本             | 日本             | 日本             | 日本             | リーグ戦         | リーグ戦         | リーグ杯         | リーグ杯         | 天皇杯           | 天皇杯           | 期間通算         | 期間通算         |
| ---------------- | ---------------- | ---------------- | ---------------- | ---------------- | ---------------- | ---------------- | ---------------- | ---------------- | ---------------- | ---------------- | ---------------- |
| 2018             | 沼津             | 21               | J3               | 23               | 4                | -                | -                | -                | -                | 23               | 4                |
| 2019             | 沼津             | 21               | J3               | 24               | 0                | -                | -                | -                | -                | 24               | 0                |
| 通算             | 日本             | 日本             | J3               | 47               | 4                | -                | -                | -                | -                | 47               | 4                |
| 総通算           | 総通算           | 総通算           | 総通算           | 47               | 4                | -                | -                | -                | -                | 47               | 4                |

出場歴
- Jリーグ初出場 - 2018年3月11日 J3第1節 vsFC東京U-23（江東区夢の島競技場）
- Jリーグ初得点 - 2018年10月14日 J3第27節 vsザスパクサツ群馬（正田醤油スタジアム群馬）

## タイトル

### 個人
- 東海社会人サッカーリーグ1部 ベストイレブン（2022、2023）[5][6]